# ブレイド・マスター
『ブレイド・マスター』（原題：繡春刀）は、2014年に公開された中国映画。明朝末期の錦衣衛（特務機関）の戦士達を主人公としたアクション時代劇。
日本では『ブラザーフッド ―繍春刀―』の邦題で2014東京・中国映画週間で上映された後、2015年に『ブレイド・マスター』の邦題で劇場公開された。
2017年には続編で前日譚の『修羅:黒衣の反逆』（原題：繍春刀II：修羅戦場）が製作された。

## キャスト
（）内は日本語吹き替え
- 沈煉：チャン・チェン（森川智之）
- 周妙彤：リウ・シーシー（佐藤利奈）
- 斬一川：リー・トンシュエ（石田彰）
- 盧剣星：ワン・チエンユエン（内田夕夜）
- 趙靖忠：ニエ・ユエン（石狩勇気）
- 魏忠賢：チン・スーチェ（こねり翔）
- 張嫣：イエ・チン
- 魏廷：ジュー・タン
- 丁修：ジョウ・イーウェイ

## スタッフ
- 監督：ルー・ヤン
- 脚本：ルー・ヤン、チェン・シュー
- 撮影：ハン・チーミン
- 音楽：ネイサン・ワン
- アクション監督：桑林
- 製作：テレンス・チャン